# ナッソーの戦い
ナッソーの戦い（英: Battle of Nassau）は、アメリカ独立戦争中の1776年3月3日から4日、バハマのナッソー港にいたイギリス軍をアメリカ側の軍隊が海陸から攻撃したものである。アメリカ海軍とアメリカ海兵隊のそれぞれ前身であり、創設されて間もなかった大陸海軍と大陸海兵隊にとって初めての出航であり、初めての戦闘になったと考えられている。また大陸海兵隊にとっては最初の海陸協働による上陸となった。「ナッソー襲撃」と呼ばれることもある。
大陸海軍の艦隊は1776年2月17日にデラウェアのケープ・ヘンローペンを出港し、バハマで保管されていると考えていた火薬や弾丸を手に入れる目的を持って3月1日にバハマに到着した。2日後に海兵隊が上陸してナッソー港の東端にあるモンタギュー砦を占領したが、火薬が貯蔵されている町には進まなかった。その夜ナッソーの知事がセントオーガスティンに向かう船舶に火薬の大半を積ませた。3月4日、大陸海兵隊は進軍してほとんど守りの無かった町を占領した。
アメリカ側の軍隊は2週間ナッソーに留まり、残っていた火薬や弾丸をできる限り取り上げた。その艦隊は4月初旬にコネチカットのニューロンドンに戻った。その途中でイギリスの補給船を1隻捕獲し、4月6日に行われた海戦ではイギリス海軍のHMSグラスゴーの捕獲に失敗した。

## 背景

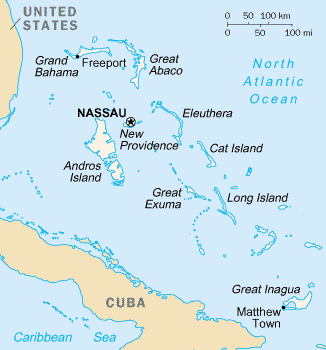
バハマの地図

1775年にアメリカ独立戦争が勃発したとき、バージニア植民地のイギリス総督ダンモア卿はその指揮下にイギリス軍を置いており、バージニアにあった武器弾薬が植民地人民兵の手に落ちないために、イギリス領バハマのニュープロビデンス島に移させた。バハマの知事モンフォール・ブラウンは、1775年8月にトマス・ゲイジ将軍から植民地人がそれら物資を捕獲しに来るかも知れないと警告されていた。
大陸軍は利用できる火薬に窮迫しており、第二次大陸会議に働きかけて海軍の遠征隊を組織するよう仕向けた。その目的はナッソーの軍需物資を捕獲することだった。大陸会議からその遠征を指揮するよう選定された艦隊司令のエセク・ホプキンスに命令が出たが、その支持はバージニアや両カロライナのイギリス海軍の標的を偵察し、襲撃することだけであり、別の指示は大陸会議の海軍委員会の秘密会議でホプキンスに与えられた可能性がある。1776年2月17日にデラウェアのケープ・ヘンローペンを出港する前に、ホプキンスがその艦隊の艦長達に与えた指示には、バハマのグレート・アバコ島で落ち合うということが含まれていた。
ホプキンスが進発させた艦隊はアルフレッド、ホーネット、ワスプ、フライ、アンドリュー・ドリア、カボー、プロビデンスおよびコロンバスで構成された。これらの艦船に乗り組む水兵の他に、サミュエル・ニコラスの指揮する海兵200名が乗り込んだ。強風が吹いたにも拘わらず、艦隊は一塊になっていたが、フライとホーネットが艦隊から離れた。ホーネットは修理のために帰港を余儀なくされ、フライは最終的にナッソーで追いついたが、襲撃したあとのことだった。ホプキンスは2隻の艦船を失ったことでも断念はしなかった。イギリス艦隊の大半が強風のために港内に留まっているという情報を得ていたからだった。

## 前哨戦
ブラウン知事はアメリカの艦隊がデラウェア海岸沖で集結しているという情報を得ていたが、防御のために意味ある行動を採らなかった。ニュープロビデンス島の港には2つの防御施設があった。ナッソー砦はナッソーの町自体にあり、海陸からの攻撃に対しては防御のしにくい位置にあった。またその壁は所有する46門の大砲を支えるだけの強度が無かった。1742年に建設された港の東端にあるモンタギュー砦が港の入口を見張っていた。襲撃があったとき、この砦は17門の大砲で守られていた。ただし、火薬と物資の大半はナッソー砦にあった。
アメリカ艦隊は1776年3月1日にアバコ島に到着した。ここでロイヤリストが所有する2隻のスループ船を捕獲したが、乗船していた者の一人はグリーン・タートル・ケイのギデオン・ロー船長であり、ローは船主にパトリオット側に回るよう圧力を掛けた。地元船の船長ジョージ・ドーセットがアバコ島から脱出して、ブラウン知事に反乱側の艦隊が到着していることを報せた。上陸用の部隊は翌日捕獲した2隻のスループ船とプロビデンスに乗船し、攻撃の作戦が立てられた。艦隊主力が後方に控えている間に、上陸部隊を載せた3隻の艦船が3月3日の夜明けに港に入り、警報が発せられる前に町を支配するものとされた。
夜明けに上陸するという作戦は誤りであることが分かった。3隻の艦船が朝日の中で視認されて、ナッソーで警報が発砲され、寝床にいたブラウン知事を起こしてしまった。ブラウンはナッソー砦から民兵達に警報を発するために大砲4門を発砲させた。そのうち2門は発砲したときに砲架から外れた。午前7時、ブラウンは顧問の一人であるサミュエル・ガンビアと協議し、島にある火薬を動かして港に停泊している快速船ミシシッピ・パケットに移すべきというアイディアを検討した。この二人は結局そのアイディアについて何の行動も起こさなかったが、「少しでも身繕いをする」ために家に戻る前に、30名のほとんど武装していない民兵にモンタギュー砦を抑えておくよう命令した。

## 戦闘

### 上陸と占領
アメリカの軍隊はナッソー砦で警報の大砲が発せられた音を聞くと、急襲が失敗したことを認識し、襲撃を中止した。艦隊の艦船はナッソーの東約6海里 (11 km) のハノーバー湾で再結集した。ホプキンスが作戦会議を招集し、新しい作戦が練られた。現在信頼されている証言に拠れば、ホプキンスの副官ジョン・ポール・ジョーンズが新しい上陸点とその作戦を率いることを提案した。ジョーンズはその作戦会議に出席した艦長達の多くとは異なり、その地域の海には不案内だった。上陸部隊はその地域に馴染みがあったカボーのトマス・ウィーバー中尉に率いられた可能性が強い。上陸部隊はさらに50名の水兵を追加し、3隻の艦船にワスプが支援船として従い、モンタギュー砦の南と東の地点に運んだ。正午から午後2時の間に上陸部隊は抵抗無く上陸を果たした。これがアメリカ海兵隊となった軍隊にとっての最初の上陸になった。

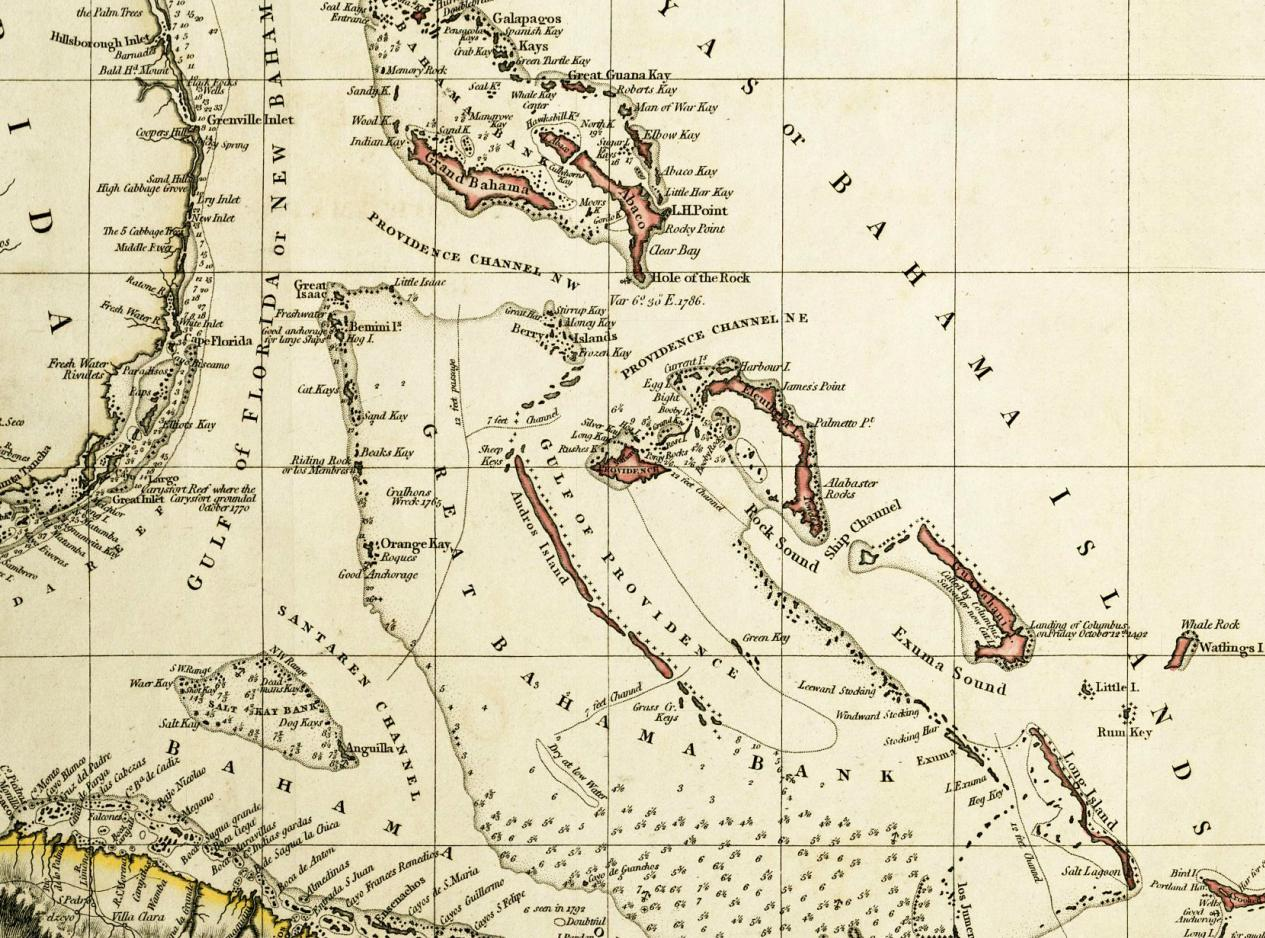
1803年に描かれたナッソー、港口はナッソーの直ぐ北、ホッグ島の両側にあった。

モンタギュー砦から分遣隊を率いて出たバーク中尉が反乱軍の行動を調査していた。その部隊は圧倒的に無勢だったが、反乱軍の意図を見定めるために休戦の旗を持った使者を送ることにした。このことから反乱軍の目的は火薬と軍需物資にあることが分かった。一方でブラウン知事は別の80名の民兵と共にモンタギュー砦に到着した。ブラウンは前進してくる敵勢力を知ると、砦の大砲3門に発砲させ、数人の兵士を残して残り全てがナッソーに後退するよう命令した。ブラウン自身は知事公舎に引き返し、民兵の大半も抵抗するまでもなく、自分達の家に戻った。ブラウンは反乱軍と2度目の交渉をするためにバーク中尉を送り出した。このときは「敵の指揮官に彼の用向きを知らせ、何の根拠でその部隊を上陸させたかを知らしめる」ためだった。
モンタギュー砦の大砲が発砲したことでニコラスは幾分心配になったが、その兵士達が砦を占領し、バークが到着したときには部下の士官達の次に移る行動について相談していた。彼等はバークに火薬と武器を取るためにここに来たのであり、町を襲う準備をしていると伝えた。バークは午後4時頃に戻ってブラウンにこの情報を知らせた。ニコラスとその部隊はナッソーに向けて前進するでもなく、その夜はモンタギュー砦に留まっていた。ブラウンはその夜に作戦会議を開き、火薬を移動させることに決めた。その深夜、200樽あった火薬のうち162樽がミシシッピ・パケットとHMSセントジョンに積み込まれ、午前2時にはナッソー港を出て、セントオーガスティンに向かった。ホプキンスがその艦船にハノーバー湾で安全に停泊させておくために、港口を見張る1隻の艦船も置かなかったために、ブラウンの行わせた妙技が成功した。

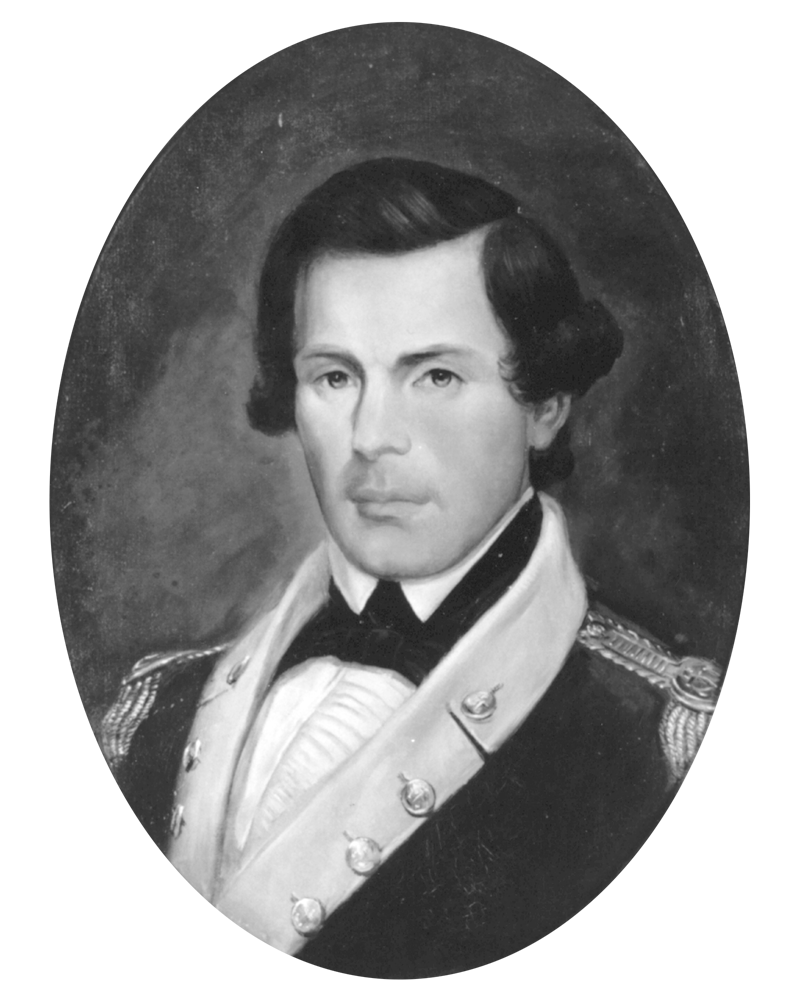
サミュエル・ニコラス艦長

翌朝ニコラスの海兵隊は抵抗も無くナッソーを占領した。それはホプキンス代将が書いた文書が町中に配られた後だった。彼等は途中で町の指導者による委員会委員に出逢い、町の鍵を手渡された。

### 帰りの航海
ホプキンスとその艦隊は2週間ナッソーに留まり、残っていた38樽の火薬を含め、艦船に合わせられるだけの武器を積み込んだ。地元のスループ船であるエンデバーには物資の幾らかを積んで運ばせるために徴用した。ブラウン知事は、反乱軍が占領している間にその士官達が貯蔵していた酒の大半を飲んでしまったことに苦情を言い、逮捕されてアルフレッドに連れて行かれるときは、「処刑台に向かう重罪犯人」のように鎖に繋がれたとも記していた。
アメリカ軍がナッソーに居る間にフライが到着した。その艦長はフライとホーネットの艤装が縺れ合い、その結果ホーネットが大きな損傷を受けたと報告した。3月17日、艦隊はブラウン知事やその他役人を捕虜として、ロードアイランドのニューポート沖にあるブロック島海峡に向けて出航した。帰りの航海は艦隊がロングアイランドの水域に達するまで平穏に進んだ。4月4日にはイギリス海軍のHMSホークと遭遇してこれを拿捕し、翌日には多くの武器や火薬などを積んでいたボルトンを拿捕した。4月6日、イギリス海軍の武装が強固な6等艦であるHMSグラスゴーと出逢ったときは抵抗にあった。この時の海戦では、無勢のグラスゴーがうまく拿捕を免れ、アメリカ艦隊はカボーが大破し、その艦長でホプキンスの息子であるジョン・バーローズ・ホプキンスに負傷を負わせ、その他11人を戦死または負傷させた。

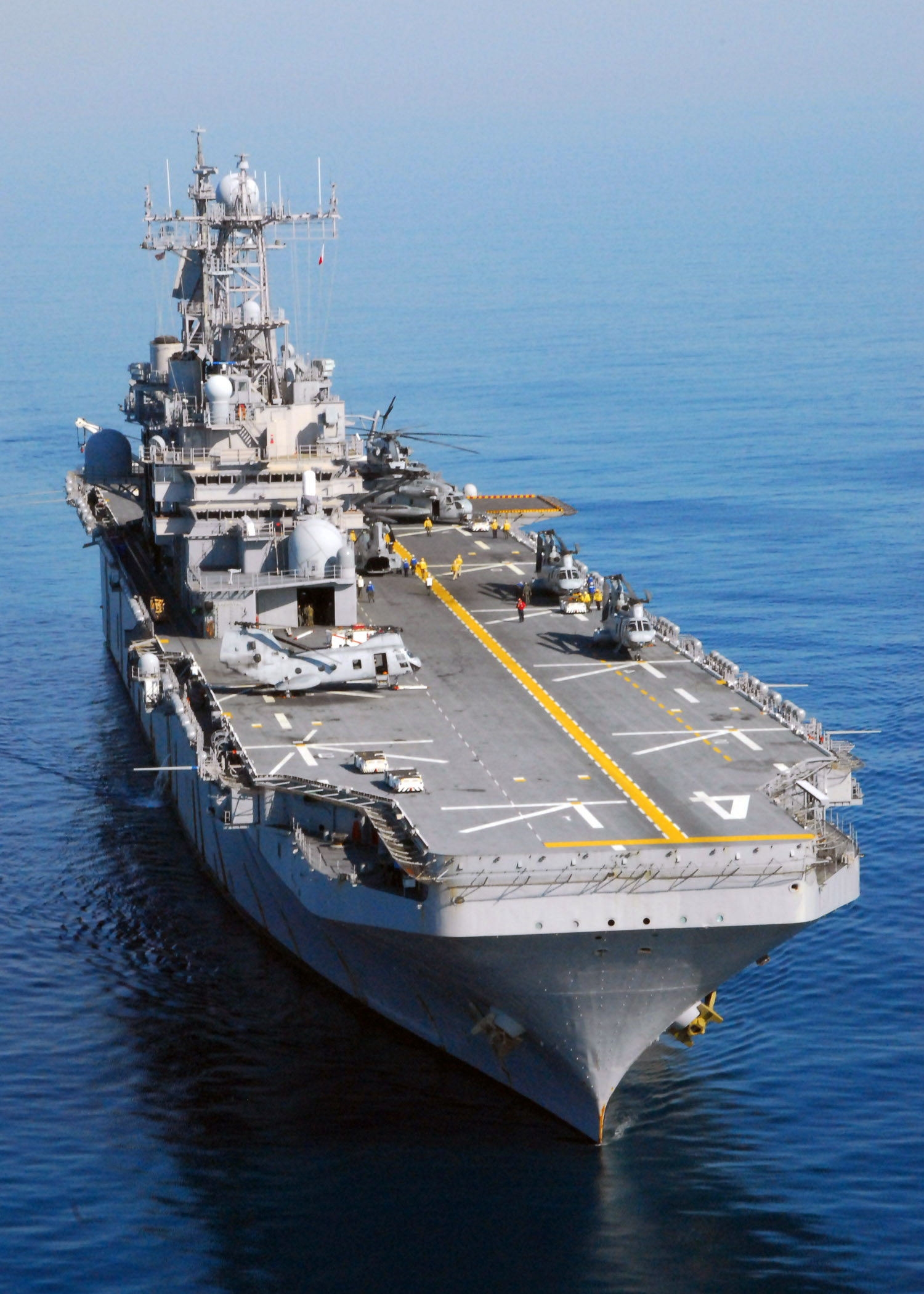
USSナッソー

艦隊は4月8日にコネチカットのニューロンドンに入港した。

## 戦闘の後
ブラウンは最終的に大陸軍のウィリアム・アレクサンダー将軍（スターリング卿）と捕虜交換で釈放されたが、事件全体の取扱いで厳しく批判された。ナッソーは比較的防御が甘いままにされており、1778年1月にも再度アメリカ海軍の脅威に曝された。その後1782年にスペインのベルナルド・デ・ガルベス・イ・マドリードが指揮する部隊に占領され、アメリカ独立戦争終戦後にイギリスの支配に戻された。
ホプキンスは当初ナッソーでの成功を称賛されたが、グラスゴーの拿捕に失敗したことと乗組員が艦長について苦情を洩らしたことから、様々な調査を掛けられ、軍法会議に掛けられた。その結果プロビデンスの艦長がその任を解かれ、ジョン・ポール・ジョーンズと交代した。ジョーンズはグラスゴーと遭遇したときに、乗組員が病気で減っていたにも拘わらず善戦しており、その後に大陸海軍で艦長の指名を受けた。
ホプキンス代将は戦利品を配ったやり方が批判され、バージニア海岸を偵察する命令に従えなかったことで大陸会議からの非難に繋がった。その後も失敗や告発が続いたことで、ホプキンスは1778年に海軍からの退役を余儀なくされた。
アメリカ海軍の艦船の中で2隻がUSSナッソーと命名されてきた。強襲揚陸艦のUSSナッソー（LHA-4)は特にこの戦闘に因んでの命名だった。護衛空母USSナッソー（CVE-16)はフロリダ州とバハマの間にある水域ナッソー湾に因む命名である。